# Heriberto Galindo Quiñones
Heriberto Manuel Galindo Quiñones (Guamúchil, Sinaloa, 20 de marzo de 1951) es un político y diplomático mexicano, miembro del Partido Revolucionario Institucional (PRI). Entre varios cargos, ha sido en dos ocasiones diputado federal y en una senador y embajador de México en Cuba.

## Biografía
Es licenciado en Ciencias Políticas y Administración Pública por la Universidad Nacional Autónoma de México (UNAM); misma institución en la que fue docente en la Facultad de Ciencias Políticas y Sociales de 1976 a 1977, y de 1977 a 1998 fue investigador visitante de la Universidad de Georgetown en Washington, D. C., Estados Unidos.
Es miembro del PRI desde 1967. De 1973 a 1974 fue jefe de información de Luz y Fuerza del Centro, y de 1974 a 1975 jefe de prensa y relaciones públicas de la Comisión Federal de Electricidad (CFE) y de 1975 a 1976 director del Museo Tecnológico (MUTEC) de la CFE; cuando fue director de ambas instituciones Arsenio Farell Cubillas en el gobierno de Luis Echeverría Álvarez.
En el gobierno de José López Portillo en 1977 fue subdirector de Promoción Industrial de la Secretaría de Comercio siendo su titular Fernando Solana Morales, en 1978 fue jefe de Información del Instituto del Fondo Nacional de la Vivienda para los Trabajadores (INFONAVIT) siendo su director general José Campillo Sáinz y de 1978 a 1981 subdirector general de información de la Secretaría de Gobernación. De 1981 a 1983 fue director general de Comunicación de la Secretaría de Hacienda y Crédito Público siendo secretario Jesús Silva Herzog Flores.
De 1983 a 1987 el presidente Miguel de la Madrid Hurtado lo nombra director general del Consejo Nacional de Recursos para la Atención de la Juventud (CREA). Al ejercer este cargo, en 1985 le correspondió ser presidente del Consejo Latinoamericano y del Caribe de la Juventud. Posteriormente ocupó cargos partidistas como coordinador del comité ejecutivo nacional del PRI en Veracruz, secretario adjunto de Asociaciones Políticas, y secretario de Información y Propaganda del comité nacional del PRI.
En 1994 fue postulado y elegido diputado federal por el Distrito 7 de Sinaloa a la LVI Legislatura de dicho año al de 1997. En ella fue presidente de la Mesa Directiva; coordinador de los diputados de Sinaloa; e integrante de las comisiones de Comunicación Social; de Energéticos; y de Hacienda y Crédito Público. De 1997 a 1998 fue presidente fundador del Instituto de Capacitación y Desarrollo Político (ICADEP), instituto del que también ha sido docente.
De 1998 a 2000 fue Cónsul general de México en la ciudad de Chicago, Estados Unidos; y en 2000 fue Embajador de México en Cuba. De 2007 a 2011 fue coordinador del comité nacional editorial y de divulgación del CEN del PRI y en 2011 fue secretario adjunto a la Presidencia nacional del PRI cuando ocupaba este cargo Humberto Moreira Valdez. En 2012 fue elegido por segunda ocasión diputado federal, en esta ocasión por la vía de la representación proporcional a la LXII Legislatura que concluyó en 2015. En esta Legislatura fue presidente de la comisión de Derechos Humanos; secretario de las comisiones de Relaciones Exteriores; y, Bicamaral del Sistema de Bibliotecas del Congreso de la Unión; así como integrante de las comisiones de Gobernación; y, de Comunicaciones.
En 2018 fue postulado candidato a Senador suplente en primera fórmula por Sinaloa, siendo senador propietario Mario Zamora Gastélum. Quedaron en segundo lugar en la elección, por lo que fueron elegido en primera minoría para las Legislaturas LXIV y LXV que concluirán en 2024. Fue llamado a ejercer como senador entre el 9 de marzo y el 15 de junio de 2021, ante una licencia otorgada el propietario Mario Zamora para ser candidato del PRI a Gobernador de Sinaloa en las elecciones estatales de dicho año. En este periodo fue secretario de las comisiones de Educación; y de Reglamentos y Prácticas Parlamentarias; e integrante de las comisiones de Anticorrupción, Transparencia y Participación Ciudadana; de Asuntos Fronterizos y Migratorios; de Derechos Humanos; de Estudios Legislativos, Primera; y, de Recursos Hidráulicos.
En 2021 fue denunciado que en 2011 cuando ocupaba el cargo de secretario adunto a la presidencia del PRI, habría pretendido cobrar la cantidad de 127 millones de euros a la compañía estatal venezolana Petróleos de Venezuela (PDVSA) por concepto de asesorías, a través de la Banca Privada d'Andorra, lo cual rechazó, manifestando no haber cometido ningún acto ilícito.